# Polier
Pour les articles homonymes, voir Polier.
Le Polier (ruisseau de Saint-Jean) est un petit cours d'eau français, affluent du Cher en rive droite, qui coule entièrement dans le département de l'Allier.

## Hydrographie
Il prend sa source près de Villebret à 385 m d'altitude. Il arrose : Villebret, Néris-les-Bains, Lavault-Sainte-Anne et Montluçon où il se jette dans le Cher à 209 m d'altitude dans le quartier de Saint-Jean (d'où son nom). Il a parcouru une dizaine de kilomètres. Le ruisseau n'a qu'un affluent, le Cournauron.